# Tom Wilkinson
Thomas Jeffrey "Tom" Wilkinson OBE (Leeds, 12 de desembre de 1948 - 30 de desembre de 2023) fou un actor anglès.

## Biografia

### Vida personal
De nom Thomas Jeffery Wilkinson, va néixer a Leeds. Quan era jove, va marxar amb la seva família al Canadà abans de tornar a Anglaterra on es va diplomar per la Universitat de Kent. Va entrar a la Royal Academy of Dramatic Art. Wilkinson viu a Londres amb la seva dona, Diana Hardcastle, igualment actriu, i els seus dos fills, Alice i Mollie.

### Carrera
Wilkinson va fer el seu debut a la televisió a mitjans dels anys 1970, i va treballar en diverses sèries britàniques. Destacà pel seu paper de Mr Pecksniff en la versió 1994 de Martin Chuzzlewit (adaptació de La vida i les aventures de Martin Chuzzlewit de Charles Dickens). Va fer algunes coses en el cinema abans de participar en la pel·lícula The Full Monty el 1997, paper que li va servir per guanyar un premi BAFTA el 1997.
Aquest èxit el van seguir Oscar i Lucinda, Wilde, Shakespeare in Love, El Patriota, Eternal sunshine, L'exorcisme d'Emily Rosee, Batman Begins, A l'habitació, Separate Lies.

## Filmografia
| Any  | Pel·lícula                                                    | Paper                        | Notes |
| ---- | ------------------------------------------------------------- | ---------------------------- | --- |
| 1976 | Smuga cienia                                                  | Ransome                      | |
| 1984 | Parker                                                        | Tom                          | |
| 1984 | Miss Marple                                                   | Detectiu Inspector Neele     | Adaptació a la TV de la novel·la d'Agatha Christie                                                                                  |
| 1985 | Sylvia                                                        | Keith Henderson              | |
| 1985 | Wetherby                                                      | Roger Braithwaite            | |
| 1986 | Sharma i més enllà (Sharma and Beyond)                        | Vivian                       | |
| 1988 | The Attic: The Hiding of Anne Frank                           | Silberbauer                  | TV |
| 1989 | First and Last                                                | Stephen                      | TV |
| 1990 | Paper Mask                                                    | Dr. Thorn                    | |
| 1991 | Prime Suspect                                                 | Peter Rawlins                | TV |
| 1993 | In the Name of the Father                                     | advocat                      | |
| 1994 | Priest                                                        | Pare Matthew Thomas          | |
| 1994 | Martin Chuzzlewit                                             | Seth Pecksniff               | |
| 1994 | Picardies de dona (A Business Affair)                         | Bob                          | |
| 1994 | Prince of Jutland                                             | Hardvendel                   | |
| 1995 | Sentit i sensibilitat (Sense and Sensibility)                 | Mr. Dashwood                 | |
| 1996 | The Ghost and the Darkness                                    | Robert Beaumont              | |
| 1996 | Eskimo Day                                                    | Hugh                         | |
| 1997 | Smilla, el missatge de la neu (Smilla's Sense of Snow)        | Prof. Loyen                  | |
| 1997 | The Full Monty                                                | Gerald                       | BAFTA al millor actor secundari |
| 1997 | Wilde                                                         | Marquess of Queensberry      | |
| 1997 | Oscar and Lucinda                                             | Hugh Stratton                | |
| 1997 | Cold Enough for Snow                                          | Hugh Lloyd                   | TV |
| 1998 | La institutriu (The Governess)                                | Mr. Charles Cavendish        | |
| 1998 | Hora punta (Rush Hour)                                        | Thomas Griffin               | |
| 1998 | Shakespeare in Love                                           | Hugh Fennyman                | Nominat - BAFTA al millor actor secundari                                                                                           |
| 1999 | Cavalca amb el diable (Ride with the Devil)                   | Orton Brown                  | |
| 1999 | Molokai: The Story of Father Damien                           | Brother Joseph Dutton        | |
| 2000 | Els nois d'Essex (Essex Boys)                                 | John Dyke                    | |
| 2000 | El patriota (The Patriot)                                     | Charles Cornwallis           | |
| 2000 | Chain of Fools                                                | Robert Bollingsworth         | |
| 2001 | A l'habitació (In the Bedroom)                                | Matt Fowler                  | Nominat - Oscar al millor actor Nominat - BAFTA al millor actor                                                                     |
| 2001 | Another Life                                                  | Mr. Carlton                  | |
| 2001 | Black Knight                                                  | Sir Knolte of Malborough     | |
| 2002 | The Gathering Storm                                           | Sir Robert Vansittart        | TV |
| 2002 | La importància de ser franc (The Importance of Being Earnest) | Dr. Frederick Chasuble       | |
| 2003 | Normal                                                        | Roy Applewood                | Nominat - Globus ·d'Or al millor actor en minisèrie o telefilm Nominat - Premi Emmy al millor actor - Minisèrie o telefilm          |
| 2003 | Girl with a Pearl Earring                                     | Pieter Van Ruijven           | |
| 2004 | Un dia inesperat (If Only)                                    | taxista                      | |
| 2004 | Piccadilly Jim                                                | Bingley Crocker              | |
| 2004 | Eternal Sunshine of the Spotless Mind                         | Dr. Howard Mierzwiak         | |
| 2004 | Bellesa prohibida (Stage Beauty)                              | Betterton                    | |
| 2004 | A Good Woman                                                  | Tuppy                        | |
| 2005 | Ripley Under Ground                                           | John Webster                 | |
| 2005 | Batman Begins                                                 | Carmine Falcone              | |
| 2005 | L'exorcisme de l'Emily Rose (The exorcism of Emily Rose)      | Pare Moore                   | |
| 2005 | Laberint de mentides (Separate Lies)                          | James Manning                | |
| 2006 | The Night of the White Pants                                  | Max Hagan                    | |
| 2006 | The Last Kiss                                                 | Stephen                      | |
| 2007 | Dedication                                                    | Rudy Holt                    | |
| 2007 | El somni de Cassandra                                         | Howard                       | |
| 2007 | Michael Clayton                                               | Arthur Edens                 | Nominat - Oscar al millor actor secundari Nominat - BAFTA al millor actor secundari Nominat - Globus d'Or al millor actor secundari |
| 2008 | John Adams (minisèrie TV)                                     | Benjamin Franklin            | Globus d'Or al millor actor en minisèrie o telefilm Premi Emmy al millor actor secundari - Minisèrie o telefilm                     |
| 2008 | Recount                                                       | James Baker                  | Nominat - Globus d'Or al millor actor en minisèrie o telefilm Nominat - Premi Emmy al millor actor - Minisèrie o telefilm           |
| 2008 | RocknRolla                                                    | Lenny Cole                   | |
| 2008 | Valquíria (Valkyrie)                                          | Friedrich Fromm              | |
| 2009 | Duplicity                                                     | Howard Tully                 | |
| 2009 | 44 Inch Chest                                                 | Archie                       | |
| 2009 | The Gruffalo                                                  | (veu)                        | |
| 2009 | Jackboots on Whitehall                                        | Goebbels (veu)               | |
| 2010 | L'escriptor (The Ghost Writer)                                | Paul Emmett                  | |
| 2010 | The Debt                                                      | Stephan Gold                 | |
| 2010 | Burke and Hare                                                | Dr. Robert Knox              | |
| 2010 | La conspiració (The Conspirator)                              | Reverdy Johnson              | |
| 2011 | The Green Hornet                                              | James Reid                   | |
| 2011 | The Kennedys                                                  | Joseph P. Kennedy            | Minisèrie |
| 2011 | The Best Exotic Marigold Hotel                                | Graham Dashwood              | |
| 2011 | Mission: Impossible - Ghost Protocol                          | Secretari IMF                | |
| 2012 | The Samaritan                                                 | Xavier                       | |
| 2013 | The Lone Ranger                                               | Latham Cole                  | |
| 2013 | Belle                                                         | Lord Mansfield               | |
| 2013 | Felony                                                        | Detectiu Carl Summer         | |
| 2014 | The Grand Budapest Hotel                                      | Autor                        | |
| 2014 | Una decisió perillosa                                         | John Halden                  | |
| 2016 | The Choice                                                    | Dr. Shep                     | |
| 2016 | Snowden                                                       | Ewen MacAskill               | |
| 2016 | Negació                                                       | Richard Rampton              | |
| 2016 | Bonic i fantàstic                                             | Alfie Stephenson             | |
| 2018 | The Catcher Was a Spy                                         | Paul Scherrer                | |
| 2018 | Burden                                                        | Tom Griffin                  | |
| 2018 | Dead in a Week or Your Money Back                             | Leslie                       | Pel·lícula original de Netflix |
| 2018 | The Happy Prince                                              | Fr Dunne                     | |
| 2018 | The Titan                                                     | Professor Martin Collingwood | |
| 2021 | SAS: Red Notice                                               | Lewis                        | |